# Opor (berg i Kroatien)
Opor är ett berg i Kroatien.   Det ligger i länet Dalmatien, i den södra delen av landet, 250 km söder om huvudstaden Zagreb. Toppen på Opor är 639 meter över havet, eller 241 meter över den omgivande terrängen. Bredden vid basen är 6,5 km. Opor ingår i Kozjak.
Terrängen runt Opor är huvudsakligen kuperad, men åt sydost är den platt. Runt Opor är det ganska tätbefolkat, med 108 invånare per kvadratkilometer. Närmaste större samhälle är Split, 14,8 km sydost om Opor. Trakten runt Opor består till största delen av jordbruksmark.